# Zoé Clauzure
Zoé Clauzure, née le 12 février 2010 à Montrouge (Hauts-de-Seine), est une chanteuse et actrice française.
Après avoir participé à la septième saison du télé-crochet The Voice Kids où elle atteint la demi-finale, elle représente la France au Concours Eurovision de la chanson junior 2023 à Nice, qu'elle remporte avec sa chanson Cœur. Elle offre ainsi à la France sa troisième victoire à l'Eurovision junior. La France égale alors le record de la Géorgie et devient le deuxième pays après la Pologne à remporter le concours deux années de suite.

## Enfance et débuts
Zoé Clauzure naît le 12 février 2010 à Montrouge dans les Hauts-de-Seine. Sa mère se nomme Sophie et son père Olivier[réf. souhaitée] et elle a un frère aîné nommé Titouan,. Elle commence à chanter durant son enfance, et commence à prendre des cours de chant dès l'âge de cinq ans puis des cours de piano à six ans,. Entre le CM1 et la 5ème, elle subit du harcèlement scolaire de la part de quatre filles de son établissement,,.

## Carrière

### The Voice Kids
Zoé se fait connaître du grand public en 2020 en participant à la septième saison du télé-crochet The Voice Kids,. Lors des auditions à l'aveugle, elle interprète le titre Homeless de Marina Kaye et fait se retourner Soprano, dont elle intègre l'équipe,. Durant les battles, elle est opposée à Ilan et Arnaud et ils interprètent la chanson Savoir aimer de Florent Pagny. Elle remporte la battle et  accède à la demi-finale où elle interprète la chanson Je sais pas de Céline Dion mais est éliminée,.

### Billieblush Academy
Zoé Clauzure participe à la saison 1 en 2021 et elle est la gagnante. Elle enregistre son deuxième single « Dans les nuages », après son premier single « ma place ».

### Eurovision Junior
Lors d'une conférence de presse qui a lieu le 27 septembre 2023, Zoé est annoncée comme représentante de la France au Concours Eurovision de la chanson junior 2023 à Nice par France Télévisions,. Sa chanson, intitulée Cœur sort le même jour et traite du harcèlement scolaire qu'elle a subi pendant quatre ans,. Elle est la douzième des seize participants à passer sur scène, entre la représentante portugaise et la représentante albanaise,.
Sa participation à l'Eurovision junior fait de Zoé la troisième candidate issue de The Voice Kids 7 à prendre part au Concours, après ses deux prédécesseurs Enzo Hilaire (2021, finaliste) et Lissandro (2022, demi-finaliste).
Elle remporte, dans un premier temps, le vote des jurys internationaux, avec 136 points. Le vote du public lui attribue ensuite 92 points, la classant également première. C'est donc avec un total de 228 points que Zoé Clauzure remporte la 21e édition du Concours, devant la représentante espagnole (Sandra Valero) et les représentantes arméniennes (Yan Girls). Zoé est la troisième gagnante française de l'Eurovision junior, apportant à son pays sa deuxième victoire consécutive,.

### Mon premier Cabaret
Entre le 19 octobre 2024 et le 9 février 2025, elle est la meneuse de revue de la deuxième saison de Mon Premier Cabaret, un spectacle familial mis en scène par Kamel Ouali au Paradis Latin,.

Le 13 décembre 2024, elle se produit avec la troupe du spectacle à l'Arbre de Noël de l'Élysée.

## Concours
- 2020 : The Voice Kids saison 7 –  demi-finaliste
- 2021 : Billieblush Academy – gagnante
- 2023 : Concours Eurovision de la chanson junior – gagnante
- 2024 : Dream Team : la relève des stars — participante (équipe Camille Lellouche)

## Discographie

### Albums collaboratifs
| Titre                                                                                      | Détails |
| ------------------------------------------------------------------------------------------ | --- |
| Les Fables de La Fontaine en chansons (en tant que membre du groupe We Are World Citizens) | - Date de sortie : 29 octobre 2021 - Label : Joyvox, distr. par Sony Music Ent. France - Formats : CD, téléchargement, streaming |
| Elles chantent Dorothée (comme Zoé avec Chloé et Maya)                                     | - Date de sortie : 1er juillet 2022 - Label : Mediawan, d. par Universal Music France - Formats : CD, téléchargement, streaming  |

### Singles
| Titre                                                           | Année |
| --------------------------------------------------------------- | ----- |
| Ma Place (avec Bernard Clapot)                                  | 2020  |
| Hey vous les grands (comme Zoé avec Timéo feat. Les Frimousses) | 2021  |
| Dans les nuages (comme Zoé, titre Billieblush Academy)          | 2022  |
| Cœur                                                            | 2023  |
| Invisible                                                       | 2025  |

## Filmographie

### Télévision
- 2020 : The Voice Kids saison 7 (demi-finale)
- 2023 : Concours Eurovision de la chanson junior 2023 (gagnante)
- 2024 : Cat's Eyes d'Alexandre Laurent : Tamara ado